# Maria de Lourdes Pintasilgo
Maria de Lourdes Ruivo da Silva de Matos Pintasilgo (Abrantes, 18 gennaio 1930 – Lisbona, 10 luglio 2004) è stata una politica portoghese, Primo ministro dal 1º agosto 1979 al 3 gennaio 1980. 
È stata la prima (e unica finora) donna a ricoprire la carica di Primo ministro in Portogallo, nonché la seconda donna in Europa (dopo Margaret Thatcher).
Cattolica, all'inizio della sua carriera politica non era affiliata a nessun partito pur essendo vicina al Partito Socialista, al quale si iscrisse successivamente alla sua esperienza governativa e per il quale divenne deputata al Parlamento europeo dal 1987 al 1989.

## Biografia
Nasce il 18 gennaio 1930 come primogenita di una famiglia di ceto medio da Jaime de Matos Pintasilgo (1896-1959), impiegato di un lanificio, e da Amélia do Carmo Ruivo da Silva (1899-1982), originaria di Vendas Novas.
I suoi nonni paterni erano Jerónimo de Matos Pintasilgo (1866-1963) e Bárbara Saraiva Tavares (1873-1965). Dopo la separazione Jerónimo sposò in seconde nozze Virgínia Saraiva Tavares (1880-1970). I suoi nonni materni erano invece José Ruivo da Silva e Raquel do Carmo.
I genitori di Maria si sposarono ad Abrantes il 14 marzo 1929, e nel 1933 ebbero un secondo figlio, José Manuel Matos Ruivo da Silva Pintasilgo (1933-1985), che divenne in seguito giornalista e che ricoprì un ruolo importante durante la Rivoluzione del 1974; si sposò con Maria dos Prazeres Rodrigues Gouveia Pintasilgo senza però aver figli.
Nel 1937, all'età di 7 anni, Maria, assieme alla famiglia, si trasferì a Lisbona, e nel 1940 venne ammessa al prestigioso Liceu Filipa de Lencastre, una scuola secondaria di Lisbona.
Si distinse nella Mocidade Portuguesa, movimento giovanile militarista fondato dal dittatore Antonio Salazar, per poi entrare nell'Azione Cattolica.
Nel 1947 terminò gli studi secondari come migliore studentessa del liceo e per due anni consecutivi ricevette il Premio Nazionale.
In seguito, nel 1953, si laureò in ingegneria chimica industriale presso l'Instituto Superior Técnico di Lisbona ed entrò nella Juventude Universitária Católica Feminina, per poi diventarne presidente.
Tra i 250 studenti del suo corso, solo tre erano donne. Con tale laurea volle dimostrare che tale traguardo era finalmente diventato accessibile anche alle donne.

### Carriera professionale
Iniziò la sua carriera professionale nel settembre 1953 come ricercatrice presso la Junta de Energia Nuclear, come borsista dell'Instituto de Alta Cultura (organismo attivo dal 1952 al 1976, responsabile per la politica culturale e la ricerca).
Nel luglio 1954 fu nominata Presidente del Dipartimento di Ricerca e Sviluppo della Companhia União Fabril (CUF), impresa portoghese nel settore chimico, diventando la prima donna della sua alta dirigenza.
Tra il 1º settembre 1954 e il 30 ottobre 1960 assunse la direzione dei progetti nel Dipartimento di Studi e Progetti.
Dal 1952 al 1956, presso l'Universidade Católica Portuguesa di Lisbona, fu presidente del gruppo delle donne cattoliche.

### Ruolo ecclesiastico
Nel 1957, dopo la sua visita negli Stati Uniti d'America, fondò in Portogallo, con Teresa Santa Clara Gomes (1936-1996), il Movimento del Graal, di cui fu vicepresidente dal 1964 al 1969 e coordinatrice di programmi di formazione e progetti pilota nel campo dell'emancipazione, dello sviluppo, dell'azione socio-culturale della donna e nel campo dell'evangelizzazione.
Rappresentò il suo movimento al III Congresso Mondiale dell'Apostolato dei Laici a Roma nel 1967.

### Ruolo politico

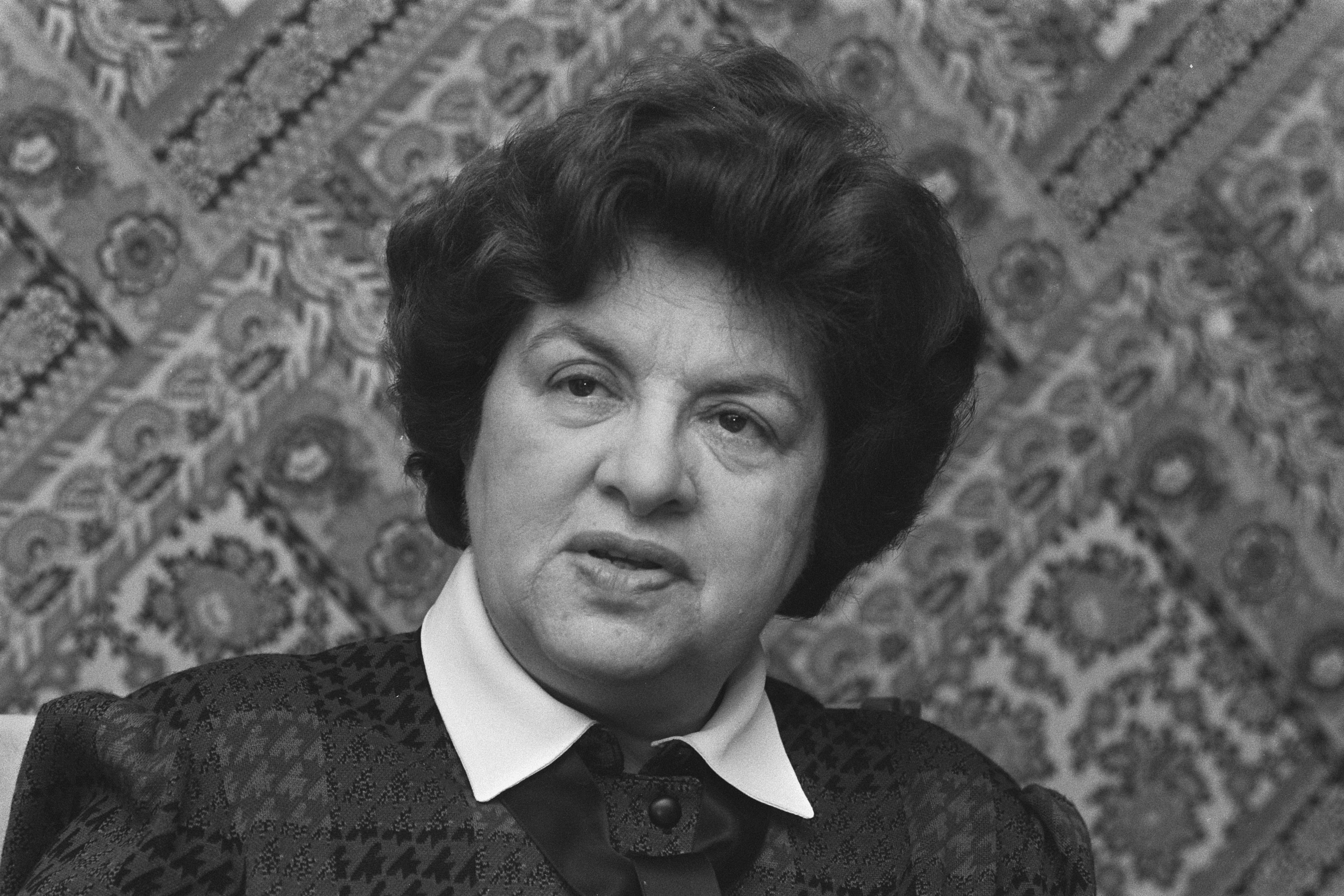
Maria Pintasilgo

Nel novembre 1969 accettò di essere nominata procuratrice della Câmara Corporativa nella Sezione XII fino all'aprile 1974, anno della Rivoluzione dei garofani.
Dal 13 maggio 1970 al 23 settembre 1973 lavorò come consulente presso la Segreteria di Stato per il Lavoro e la Previdenza, presso il Ministero delle Società e della Previdenza Sociale.
Presiedette, su invito dell'allora primo ministro Marcello Caetano, il "Gruppo di Lavoro per la Partecipazione delle Donne alla Vita Economica e Sociale" (afferente al segretario di Stato).
Nell'esercizio di queste funzioni fu membro della Delegazione portoghese all'Assemblea generale delle Nazioni Unite, in cui tenne cinque interventi, dal novembre 1971 al dicembre 1972, sui temi: la situazione sociale nel mondo, il diritto dei popoli all'autodeterminazione, la condizione femminile, la gioventù, la libertà religiosa.
Nel 1970 presiedette gruppi di lavoro governativi riguardo alla condizione femminile.
Dopo la Rivoluzione del 25 aprile 1974 e le dimissioni di Marcello Caetano, fu nominata Segretario di Stato per la Previdenza Sociale nel Primo Governo Provvisorio presieduto da Adelino da Palma Carlos. Fu, assieme a Maria de Lourdes Belchior (1923-1998), una delle prime donne Segretario di Stato. Fu ministro degli Affari Sociali dal 17 luglio 1974 al 26 marzo 1975, diventando la prima donna ministro in Portogallo. Dopo di lei, si dovette aspettare il 6 novembre 1985 per vedere un'altra donna nominata ministro in Portogallo, Leonor Beleza, nel governo di Aníbal Cavaco Silva.
Il 1º maggio 1975 riprese successivamente la presidenza della Commissione sulla condizione della donna, rimanendo in carica fino a quando non assunse l'incarico di ambasciatrice presso l'UNESCO l'8 agosto dello stesso anno, dove rimase per quattro anni fino alla nomina a primo ministro, anche se amministrativamente mantenne l'incarico fino al 27 maggio 1981.

### Primo ministro

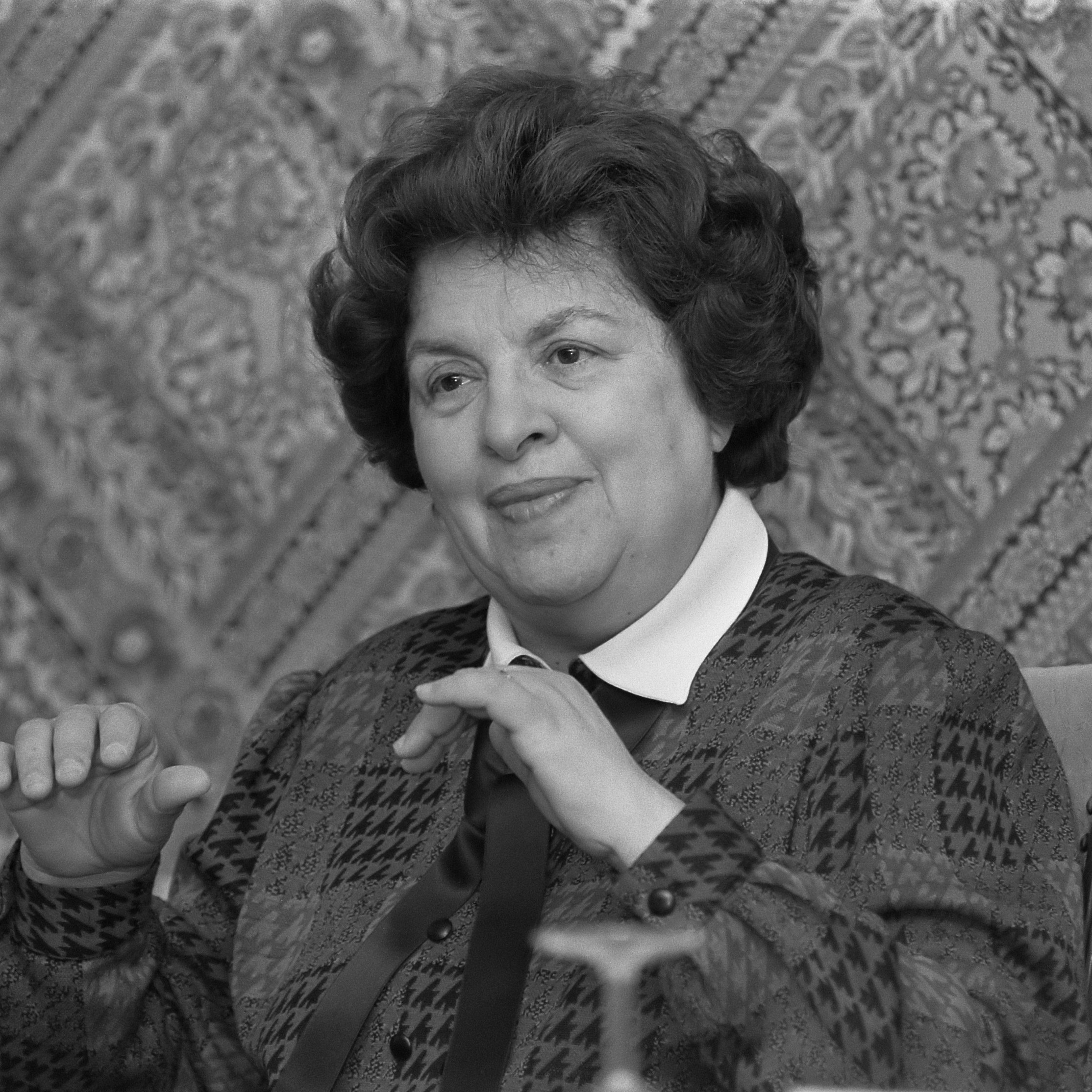
Maria de Lourdes Pintasilgo nel 1986

Il 13 luglio 1979, dopo le dimissioni di Carlos Mota Pinto, il Presidente della Repubblica António Ramalho Eanes espresse l'intenzione di formare un nuovo governo guidato da una personalità indipendente, affidando l'incarico alla Pintasilgo, che accolse il compito di formare un nuovo governo (il nono in cinque anni). Il 19 luglio accettò l'incarico e 12 giorni dopo, il 31 luglio, venne presentata la lista dei ministri e il governo divenne operativo dal giorno successivo, il 1º agosto. La lista dei ministri che presentò era tuttavia sprovvista di donne. Per la prima volta il Portogallo ebbe così una donna primo ministro, tre mesi dopo Margaret Thatcher nel Regno Unito. Fu inoltre la prima donna capo di governo della penisola iberica.
Il mandato affidatole da Eanes era inizialmente previsto per durare solo tre mesi, ma alla fine ne durò cinque. Il 7 agosto entrarono in carica anche i sottosegretari e il 13 agosto Pintasilgo presentò il suo programma di governo in Parlamento.
Un mese dopo l'entrata in carica, l'11 settembre 1979, il presidente sciolse le Camere ed indisse nuove elezioni per il rinnovo dell'Assemblea il 2 dicembre.
Dopo i risultati elettorali, che segnarono la vittoria dell'Alleanza Democratica, la Pintasilgo presentò le sue dimissioni il 27 dicembre successivo. Il governo rimase in carica per un'altra settimana, fino al 3 gennaio 1980, quando gli succedette quello presieduto da Francisco Sá Carneiro, il quale però morì tragicamente solo undici mesi dopo, il 4 dicembre 1980. L'ultimo discorso da capo del governo di Pintasilgo si tenne il 2 gennaio, in occasione del sisma delle isole Azzorre del giorno precedente.
Durante il suo incarico, Pintasilgo spinse per modernizzare il vecchio sistema di assistenza sociale, rendendo universale la sicurezza sociale e migliorando la legislazione sanitaria, educativa e lavorativa nel Paese.
Il suo governo modificò la composizione del Consiglio dei Ministri il 20 agosto, modifica che entrò in vigore il 10 settembre. Antiabortista convinta (l'aborto venne legalizzato solo nel 2007), ottenne anche le simpatie dell'allora papa Giovanni Paolo II. Ciononostante, venne più volte accusata di strizzare l'occhio al partito comunista.

#### Governo Pintasilgo (1º agosto 1979-3 gennaio 1980)
| Incarico                                                                            | Ministro                       |
| ----------------------------------------------------------------------------------- | ------------------------------ |
| Primo Ministro                                                                      | Maria de Lourdes Pintasilgo    |
| Vice Primo Ministro                                                                 | Manuel da Costa Bras           |
| Ministro del Coordinamento Sociale e Affari Sociali e Ministro degli Affari Sociali | Alfredo Bruto da Costa         |
| Ministro della Cultura e della Scienza                                              | Adérito Sedas Nunes            |
| Ministro della Difesa Nazionale                                                     | José Loureiro dos Santos       |
| Il Ministro degli Affari Esteri                                                     | João de Freitas Cruz           |
| Ministro della Giustizia                                                            | Pedro Sousa Macedo             |
| Ministro delle Finanze                                                              | Antonio Sousa Franco           |
| Ministro del Coordinamento Economico e della Programmazione                         | Carlos Correa Gago             |
| Ministro dell'agricoltura e della pesca                                             | Joaquim Lourenço               |
| Ministro dell'Industria                                                             | Fernando Vite                  |
| Ministro del Commercio e del Turismo                                                | Acacio Pereira Magro           |
| Ministro del Lavoro                                                                 | Jorge Sá Borges                |
| Ministro dei Trasporti e delle Comunicazioni                                        | Federico Monteiro da Silva     |
| Ministro dell'edilizia abitativa e dei lavori pubblici                              | Mario de Azevedo               |
| Ministro dell'Istruzione                                                            | Luis Veiga da Cunha            |
| Ministro delle comunicazioni sociali                                                | João de Figueiredo             |
| Ministro della Repubblica per la Regione Autonoma delle Azzorre                     | Henrique Afonso da Silva Horta |
| Ministro della Repubblica per la Regione Autonoma di Madeira                        | Lino Miguel                    |

### Dopo il governo (1980-2004)
Nel 1980 sostenne la ricandidatura del generale Ramalho Eanes alla Presidenza della Repubblica, per le elezioni che si tennero il 7 dicembre successivo, tre giorni dopo la morte di Sá Carneiro.
Sempre nel 1980, poco dopo la fine del suo governo, fu insignita della Gran Croce dell'Ordine Militare di Cristo, diventando la prima donna nell'Ordine con questo grado; il 10 giugno 1994 fu insignita della Gran Croce dell'Ordem do Infante e il 13 novembre 1997 ottenne la Medaglia Machado de Assis dell'Accademia brasiliana di lettere.
Tra il 1º ottobre 1981 e il 1º febbraio 1985 fu consulente del Presidente della Repubblica António Ramalho Eanes, intanto rieletto, gestendo in quel periodo la questione di Timor Est, indipendente dal Portogallo dal 1975.
Fu membro del consiglio di amministrazione del World Policy Institute della New School of Social Research di New York nel 1982.
Il 27 luglio 1985 presentò la sua candidatura alla carica di Presidente della Repubblica per il 1986; tuttavia alle elezioni del 26 gennaio ottenne solo 418.961 voti, ovvero il 7,38% del totale.
Il 7 marzo 1986 fu insignita del The 1986 Living Legacy Award dal Women's International Center di San Diego (California). Il 2 febbraio 1990 conseguì il dottorato honoris causa presso l'Università Cattolica di Lovanio.

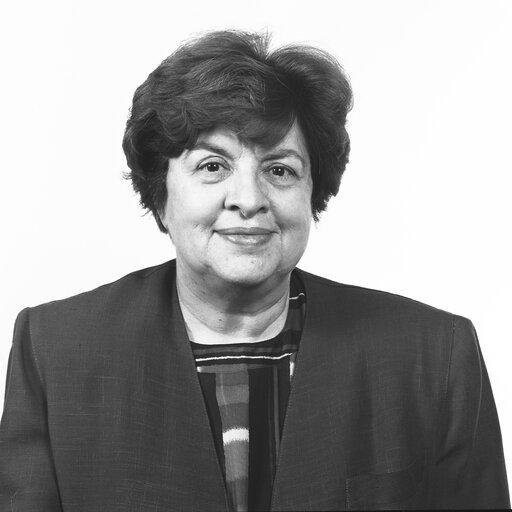
Ritratto di Maria de Lourdes Pintasilgo al Parlamento europeo

Tra il 1987 e il 1989 fu deputata al Parlamento europeo.
Dal 1989 al 1991 fu membro del Consiglio per la scienza e la tecnologia al servizio dello sviluppo, eletto dall'Assemblea generale delle Nazioni Unite, e membro del Gruppo di esperti dell'OCSE sui cambiamenti strutturali e l'occupazione femminile (1990-1991).
Tra il 1995 e il 1996 fu presidente del Comitato dei Saggi dell'Unione Europea, su invito del presidente della Commissione Europea Jacques Santer.
Partecipò inoltre a numerosi simposi, incontri, colloqui universitari, istituti religiosi e organizzazioni cristiane, entità internazionali con l'OCSE, ONU, UNITAR, ILO, NATO e UNESCO, in associazioni e movimenti femministi, forum politici e sociali nei cinque continenti, con l'analisi di temi relativi ai vari aspetti della partecipazione delle donne alla società civile, sviluppo e qualità della vita, cittadinanza, teologia e spiritualità cristiana, democrazia e riforma dello Stato.
Maria de Lourdes Pintasilgo morì il 10 luglio 2004, a causa di un arresto cardiaco nella sua casa di Lisbona, all'età di 74 anni. Venne in seguito sepolta nel Cemitério dos Prazeres, a Lisbona.